# Nadzvučni putnički zrakoplovi
Nadzvučni putnički zrakoplovi (eng. Supersonic Transport, SST) su zrakoplovi koji putuju nadzvučnom brzinom kako bi prevozili putnike i teret. 
Jedina dva nadzvučna putnička zrakoplova koja su do sada poletjela su sovjetski Tupoljev Tu-144 i Francusko-britanski Concorde. Prvi nadzvučni putnički zrakoplov Tu-144 poletio je 31. prosinca 1968., dok je Concorde poletio tri mjeseca kasnije, 2. ožujka 1969. godine. 
Razvoj nadzvučnih putničkih zrakoplova u Europi imao je odjeka i na Sjedinjene Države, koje su i same započele razvijati svoj program razvoja nadzvučnog putničkog zrakoplova, te je Lockheed predstavio svoj projekt L-2000, a Boeing svoj model 2707. Na natječaju je pobijedio Boeingov model 2707 te se krenulo u njegov razvoj, napravljen je i model u prirodnoj veličini, ali unatoč snažnoj podršci administracije predsjednika Nixona, Američki Senat je 1971. odlučio uskratiti sredstva za daljnje financiranje, te je time američki projekt razvijanja nadzvučnog putničkog zrakoplova ugašen. 
Nadzvučni putnički zrakoplovi su se vrlo brzo nakon uvođenja u upotrebu pokazali problematičnima i neekonomičnima. Potrošnja goriva za održavanje nadzvučnog leta bila je izrazito velika, buka pri polijetanju zbog korištenja motora s naknadnim izgaranjem bila je iznad dopuštene, a zbog buke koju zrakoplov stvara pri nadzvučnom letu (karakterističnog praska koji se čuje na zemlji) Concordeu je bilo zabranjeno letjeti nadzvučnim brzinama iznad naseljenih područja, te je tako bio ograničen samo na prekooceanske letove između Europe i Sjedinjenih država. Osim navedenih, nadzvučni putnički zrakoplovi imaju i znatnih ekoloških problema vezano uz samo zagađenje i uništavanje ozonskog omotača. Uz problem buke, ovo je bio jedan od glavnih razloga zbog čega je isprva Concordeu bilo zabranjeno letjeti u Sjedinjene Države. Kasnije je ta zabrana ukinuta.
Concorde je za razliku od Tu-144 u uporabi bio sve do 2003. godine kada je zbog nerentabilnosti konačno povučen iz upotrebe.
Danas u upotrebi više nema nadzvučnih putničkih zrakoplova, ali nekoliko kompanija trenutno radi na projektima nadzvučnih poslovnih mlažnjaka.

## Vanjske poveznice
- The Rise & Fall Of The SST